# VOKA
VOKA — видеосервис от компании А1. Сервис доступен по технологиям IPTV в сети А1 и OTT через сеть любого белорусского оператора.

## История
В 2014 году компания А1 запустила видеосервис VOKA для абонентов собственной сети, которые пользуются мобильными устройствами на базе ОС Android и iOS. С января 2017 года сервис стал доступным абонентам всех белорусских операторов связи.
В 2017 году запущено цифровое интерактивное ТВ для телевизоров и приставок с поддержкой Android TV. В 2018 году запущена цифровая ТВ-платформа под брендом VOKA для абонентов фиксированной сети А1.
28 января 2019 г. в видеосервисе VOKA появилась самая большая в стране библиотека контента в ультравысоком разрешении Ultra High-Definition (4K).

## Функционал
VOKA поддерживает интерактивные функции: пауза, перемотка и архив телепередач, просмотр кино без доступа в интернет, TVOD- и PPV-контент, а также возможность продолжить просмотр на другом устройстве.
Сервис доступен через мобильное приложение, на телевизоре (Как ТВ-приставка) и на компьютерах пользоваться видеосервисом можно через приложение VOKA для Windows или через веб-версию.

## Контент
Пользователи видеосервиса имеют доступ к более 142 ТВ-каналам, к более 20 000 фильмам и сериалам от мировых киностудий, к собственному эксклюзивному контенту платформы, а также live-трансляциям спортивных событий и музыкальных концертов. Просмотр контента возможен через оформление подписки, которая может включать в себя как отдельные ТВ-каналы, фильмы, передачи, так и весь контент видеосервиса в целом («Все включено» с 30-дневным бесплатным трай-периодом).
Для пользователей VOKA доступны фильмы, мультфильмы и сериалы онлайн-кинотеатров и сервисов START, more.tv, PREMIER, viju, а также контент студий Disney, Warner, Marvel, Fox.
В 2022 году А1 заключил партнерство с международной компанией Setanta Sports. Благодаря этому на VOKA появились все трансляции популярных спортивных чемпионатов (Английская Премьер лига, НБА, NHL, UFC, Формула 1 и другие).

### Оригинальные проекты
В 2018 году сервис начал выпускать контент собственного производства, который размещается в разделе VOKA local. Первым ТВ-шоу стало реалити «VOKAMAN: работа мечты». Всего с 2018 года выпущено 16 шоу различных тематик, включая 2 документальных фильма, обучающий онлайн-курс и детский анимационный сериал:
- «Мячом у VOKA» (2018) — обзоры футбольных матчей чемпионата мира по футболу 2018[12];
- «VOKAMAN: работа мечты» (2018) — реалити-шоу о поиске кандидата на работу по просмотру сериалов[12];
- «Свой стендап» (2019) — юмористическое stand-up шоу[12];
- «Скамейка основных» (2019) — разговорное шоу про спорт[12];
- «Автопанорама» (2020) — тест-драйвы и обзоры новинок мирового автопрома[12];
- «Про ЗОЖ» (2020) — шоу о здоровье и красоте[13];
- «Поехали!» (2020) — travel шоу о путешествиях по Беларуси[14];
- «ZARYADKA» (2020) — шоу о занятии спортом в домашних условиях[15];
- «Витебская история мировой культуры: курс про УНОВИС для всех желающих» (2020) — обучающий онлайн-курс про искусство[16];
- «Гаворкi Беларусi» (2021) — документальный фильм о культурном и языковом наследии Беларуси[17];
- «Ты мне (не) нравишься» (2021) — шоу о преображении и моде[18];
- «Набирая высоту» (2021) — документальный фильм про первую белоруску, которой удалось взойти на Эверест[19];
- «Ешь. Смотри. Готовь» (2022) — шоу, в котором шеф-повар показывает зрителям, как приготовить фирменные блюда из кино и сериалов[20];
- «Марыля. У пошуках дзіўнікаў» (2023) — детский оригинальный анимационный сериал[21];
- «Ледяной характер» (2023) — документальный фильм о хоккейном клубе «Юность-Минск»[22]
- «Охотники за легендами» (2023) — мистическое шоу, в котором ведущие путешествуют по Беларуси, посещают исторические места и знакомятся с их легендами[23].

С 2018 года в видеосервисе работает стрим-канал, на котором доступны для просмотра онлайн-трансляциям концертов, фестивалей, конференций и форумов, а также трансляции киберспортивных турниров, в том числе:
- Прямые эфиры спектаклей Национального академического театра имени Янки Купалы, в том числе мировой показ спектакля «Паўлінка» (2020)[25];
- Прямые эфиры спектаклей Республиканского театра белорусской драматургии[26];
- Онлайн-экскурсия выставки Лазаря Хидекеля «Нас поймут через сто лет» (15 апреля 2020)[27];
- Международная акция «Ночь музеев» в онлайн-формате (8 мая 2020 года)[28];
- Мировая онлайн-премьера спектакля «Огонь и Лёд» (2 апреля 2021 года) — первая в Беларуси постановка, созданная с помощью технологии virtual production[29].

### Контент на белорусском языке
Одно из направлений в работе видеосервиса VOKA — создание и продвижение белорусскоязычного контента. В специальном разделе «CINEVOKA» размещаются известные фильмы, мультфильмы и сериалы в профессиональной белорусскоязычной озвучке, в том числе студии Disney.
Первый фильм (анимация «Приключения Паддингтона») на белорусском языке, который стал доступен пользователям VOKA, появился в январе 2018 года. На февраль 2025 года пользователям доступно 103 картины на белорусском языке. Некоторые фильмы и сериалы были эксклюзивно переведены и озвучены по заказу видеосервиса VOKA:
| Название                | Оригинальное название | Дата выхода на белорусском языке | Примечания                       |
| ----------------------- | --------------------- | -------------------------------- | -------------------------------- |
| «Секс в большом городе» | Sex and the City      | Апрель 2019                      | 1 сезон сериала                  |
| «Игра Престолов»        | Game of Thrones       | Апрель 2019                      | Заключительный сезон сериала     |
| «Чернобыль»             | Chernobyl             | Июнь 2019                        | Мини-сериал HBO                  |
| «Вверх»                 | Up                    | Декабрь 2020                     | Анимационный фильм студии Pixar  |
| «Душа»                  | Soul                  | Май 2021                         | Анимационный фильм студии Pixar  |
| «Вперёд»                | Onward                | Август 2021                      | Анимационный фильм студии Pixar  |
| «Головоломка»           | Inside Out            | Октябрь 2021                     | Анимационный фильм студии Pixar  |
| «Золушка»               | Cinderella            | Ноябрь 2021                      | Американский фильм студии Disney |
| «Алиса в стране чудес»  | Alice in Wonderland   | Январь 2022                      | Американский фильм студии Disney |
| «Рататуй»               | Ratatouille           | Апрель 2022                      | Анимационный фильм студии Pixar  |
| «В поисках Немо»        | Finding Nemo          | Июль 2022                        | Анимационный фильм студии Pixar  |
| «Суперсемейка»          | The Incredibles       | Октябрь 2022                     | Анимационный фильм студии Pixar  |
| «Корпорация монстров»   | Monsters, Inc         | Ноябрь 2022                      | Анимационный фильм студии Pixar  |
| «Суперсемейка 2»        | The Incredibles 2     | Декабрь 2022                     | Анимационный фильм студии Pixar  |
| «В поисках Дори»        | Finding Dory          | Апрель 2023                      | Анимационный фильм студии Pixar  |

### Киберспорт
В 2019 году на платформе VOKA запущен раздел «Киберспорт» с тематическим контентом, где собраны трансляции, фильмы и подкасты. К просмотру доступны:
— курсы для геймеров;
— новости киберспорта;
— цикл программ о белорусском киберспорте;
— эфиры и прямые трансляции игр собственной киберспортивной лиги VOKA League и других турниров (Fight Club, Большие Белорусские Танки, Dota 2, CS:GO и др.).